# Franco Cavegn
Franco Cavegn (né le 6 janvier 1971 à Vella), est un skieur alpin suisse qui a mis fin à sa carrière sportive à la fin de la saison 2004.

## Coupe du Monde
- Meilleur classement final : 19e en 2003.
- Meilleur résultat : 3e en 2001[2].